# SKF-83959
SKF-83,959 je sintetički benzazepinski derivat koji se koristi u naučnim istraživanjima. On deluje kao selektivni antagonist D1 receptor i pun agonist D5 receptora. On ima visok afinitet za oba receptora, te stimuliše putem D5 receptora PLC/PI put sekundarnog glasnika bez uticaja na cAMP/AC put, koji je povezan sa D1 receptorom.